# Kim Jae-gyu
 (décembre 2022).
Si vous disposez d'ouvrages ou d'articles de référence ou si vous connaissez des sites web de qualité traitant du thème abordé ici, merci de compléter l'article en donnant les références utiles à sa vérifiabilité et en les liant à la section « Notes et références ».
Kim Jae-gyu (hangeul : 김재규 ; 9 avril 1924 ou 6 mars 1926 - 24 mai 1980) était un homme politique sud-coréen, lieutenant général de l'armée et directeur de la Korean Central Intelligence Agency. Il a assassiné le président sud-coréen Park Chung-hee, qui avait été l'un de ses amis les plus proches, le 26 octobre 1979, puis a été exécuté par pendaison le 24 mai 1980.
Il reste une figure controversée avec de nombreuses contradictions : il est considéré par certains comme un patriote qui a mis fin à la dictature militaire de 18 ans de Park, et par d'autres comme un traître qui a tué son bienfaiteur de longue date par grief personnel. Pendant de nombreuses années, ce dernier a été le point de vue dominant, mais des révélations ultérieures au début des années 2000 sur les relations de Kim avec certains dirigeants du mouvement démocratique ont provoqué une réévaluation dans certains cercles.